# Калхун (окръг, Мичиган)
Окръг Калхун (на английски: Calhoun County) е окръг в щата Мичиган, Съединени американски щати. Площта му е 2023 km², а населението - 137 985 души (2000). Административен център е град Маршал.